# Helia americalis
Helia americalis är en fjärilsart som beskrevs av Charles Oberthür 1920. Helia americalis ingår i släktet Helia och familjen nattflyn. Inga underarter finns listade i Catalogue of Life.